# Kurkino (majskoje sielskoje posielenije)
Kurkino (ros. Куркино) – wieś (sieło) w Rosji, w obwodzie wołogodzkim, w rejonie wołogodzkim. W 2021 liczyła 910 mieszkańców.